# Peter Cipollone
Peter Cipollone (Marietta, 5 febbraio 1971) è un ex canottiere statunitense.

## Palmarès

### Olimpiadi
- 1 medaglia:
  - 1 oro (Atene 2004 nell'otto)

### Mondiali
- 7 medaglie:
  - 4 ori (Tampere 1995 nel quattro con; Aiguebelette 1997 nell'otto; Colonia 1998 nell'otto; St. Catharine's 1999 nell'otto)
  - 2 argenti (Indianapolis 1994 nel quattro con; Milano 2003 nell'otto)
  - 1 bronzo (Siviglia 2002 nell'otto)